# Maria W. Peter
Maria W. Peter (* 1976 in Neunkirchen (Saar)) ist eine deutsche Autorin.

## Leben
Die im saarländischen Neunkirchen geborene Maria W. Peter verbrachte ihre Kindheit im nahe gelegenen Schiffweiler. Früh für Sprachen, römische und amerikanische Geschichte begeistert, verarbeitete sie diese Themen später in ihren Romanen. Als Schülerin war sie in der Bewegung des Neulatein aktiv, erhielt den Bundespreis für Latein und war das einzige deutsche Mitglied eines amerikanischen Chors in Kaiserslautern.
Ab 1995 studierte Peter an der deutsch-französischen Universität des Saarlandes und der Université de Metz auf Lehramt die Fächer Literaturwissenschaft und Sprachen mit Schwerpunkt Amerikanistik und Anglistik, ab 1997 parallel dazu Klassische Archäologie und Alte Geschichte. Anschließend besuchte sie als Fulbright-Stipendiatin den Journalistik-Studiengang der prestigeträchtigen Columbia University Graduate School of Journalism im US-amerikanischen Columbia. Während des Studiums arbeitete sie nebenbei als freie Journalistin für diverse Regionalzeitungen. 2005 nahm Peter eine Tätigkeit als Gymnasiallehrerin auf und unterrichtete Englisch, Französisch, Latein und kreatives Schreiben.
Zurzeit arbeitet sie neben ihrer schriftstellerischen Arbeit an ihrer Doktorarbeit über den historischen Kriminalroman an der Rheinischen Friedrich-Wilhelms-Universität Bonn. Inzwischen ist sie als hauptberufliche Autorin tätig. Sie ist verheiratet, hat eine Tochter und lebt in Sankt Augustin.
Peter interessierte sich früh für das belletristische Schreiben. Bereits in ihrer Kindheit und Jugend entstanden u. a. Abenteuergeschichten, ein Internatsroman, ein erster unveröffentlichter historischer Roman und diverse Science-Fiction-Erzählungen. Während ihres Studiums schrieb sie dann zwei Theaterstücke und ihre ersten beiden historischen Romane. 2007 erschien ihr Debütroman Fortunas Rache bei Bastei Lübbe. Der Krimi ist der Auftakt einer Romanreihe über die Kriminalfälle der römischen Sklavin Invita im antiken Trier. 2008 folgte der zweite Teil Die Legion des Raben und 2010 der dritte Band mit dem Titel Der Schatz Salomos. Ebenfalls bei Lübbe erschien 2014 die Auswanderersaga Die Küste der Freiheit.

## Auszeichnungen
- 2018 Goldener Homer für Die Festung am Rhein

## Werke
Römer-Krimi-Reihe
- Fortunas Rache, 2007
- Die Legion des Raben, 2008
- Der Schatz Salomos, 2010
- Verrat in Colonia, 2021

Einzelromane
- Die Küste der Freiheit, 2014
- Die Festung am Rhein, 2017
- Die Melodie der Schatten, 2018
- Eine Liebe zwischen den Fronten, 2020